# Steinkiste im Rijsterbos
Die Steinkiste im Rijsterbos war ein Steinkistengrab der jungsteinzeitlichen Trichterbecherkultur bei Rijs, einem Ortsteil der Gemeinde De Fryske Marren in der niederländischen Provinz Friesland. Die Anlage wurde 1849 entdeckt und wahrscheinlich wenig später zerstört. Das Grab und seine Überreste wurden mehrfach archäologisch untersucht. Es trägt die van-Giffen-Nummer F1. Die Anlage wurde von Albert Egges van Giffen ursprünglich als Großsteingrab klassifiziert, Jan N. Lanting klassifizierte sie hingegen 1996 als Steinkiste.

## Lage
Das Grab befand sich südlich von Rijs im Waldgebiet Rijsterbos und ist über einen Waldweg erreichbar.

## Forschungsgeschichte
Die Anlage wurde im März 1849 beim Ausheben von Entwässerungsgräben entdeckt. Kurz darauf führte Leonhardt Johannes Friedrich Janssen, Kurator am Rijksmuseum van Oudheden in Leiden, eine Untersuchung durch. Wenig später wurden die Steine des Grabes vollständig entfernt. Sie wurden, wie es damals üblich war, zerschlagen und für den Straßen- und Deichbau verwendet. Die Überreste der Anlage wurden 1922 von Albert Egges van Giffen erneut untersucht. 1958 rekonstruierte van Giffen das damals oberirdisch nicht mehr sichtbare Grab, indem er die Standlöcher der Wandsteine mit Beton ausgoss. 1996 erfolgte eine weitere Untersuchung durch Jan N. Lanting.

## Beschreibung
Die Anlage besaß eine annähernd ost-westlich orientierte, in den Boden eingetiefte Grabkammer, die ursprünglich wohl eine flache Hügelschüttung aufwies. Die Kammer hatte eine Länge von 4,5 m und eine Breite von 1,2 m. Janssen fand bei seiner Untersuchung noch sieben Wandsteine an den Langseiten und einen Abschlussstein an einer Schmalseite, aber keine Decksteine vor. Van Giffen konnte die Standlöcher der Steine ausmachen und dadurch feststellen, dass die Kammer ursprünglich fünf Wandsteinpaare an den Langseiten und je einen Abschlussstein an den Schmalseiten besessen hatte. Die Steine hatten einen Durchmesser von jeweils etwa 50 cm. Lanting kam nach seiner Untersuchung 1996 zu dem Ergebnis, dass die Anlage nicht als Großsteingrab, sondern als Steinkiste zu betrachten ist. Lanting begründete dies mit der relativ geringen Größe der Anlage und der verwendeten Steine, dem Fehlen von Decksteinen sowie der Lage der Grabkammer unter statt über dem Erdboden.

## Funde
Bei der Grabung von Janssen wurden Scherben von Keramikgefäßen der Trichterbecherkultur gefunden. Sie gelangten ins Rijksmuseum van Oudheden nach Leiden. Van Giffen fand weitere Scherben und Feuersteinobjekte. Die Scherben ließen sich zu 15–25 Gefäßen rekonstruieren, darunter einige Töpfe mit Leiterbandmustern. Typologisch gehört die Keramik in die älteste Stufe der Trichterbecherkultur in den Niederlanden. Zu den Feuersteingeräten gehörten auch vier geschliffene Äxte, darunter eine vom Typ Lindø.
Nach Jan Albert Bakker spricht die für ein Steinkistengrab relativ hohe Anzahl an Keramikfunden und Feuersteinäxten dafür, dass die Anlage nicht für eine einmalige Bestattung, sondern, ähnlich einem Großsteingrab, über einen längeren Zeitraum als Kollektivgrab genutzt wurde.